# سوق الشيوخ
سوق الشيوخ مدينة عراقية ومركز قضاء تقع ضمن حدود محافظة ذي قار جنوب العراق. وقد كان عاصمة لإمارة المنتفق لأكثر من مائة عام، ضمت تلك الإمارة التي معظم مدن وقرى جنوب ووسط العراق من حضر وبادية، وعرب مسلمين، وأيضا من غير المسلمين ضمت كذلك - يهود، وصابئة ونصارى.

## موقع مدينة سوق الشيوخ
قضاء يعود إلى محافظة ذي قار واقدم قضاء في المحافظة وهي من أكثر المدن العراقية لفتا للنظر، بما يكتنفها من انفتاح اجتماعي، وملامح لمجتمع حضري، تعج به حركة إبداع فكري من شعر وأدب. وهي تقع في محيط ورثَ أرض سومر في الصميم. لقد أسموها السومريون (سوك مارو) أي سوق الحكيم وها هي أطلالها (ايشان) كبقية المدن السومرية المندثرة في جنوب العراق. يقول الرواة ان سوق الشيوخ نشأت على مرتفع واسع من الأرض أو تل كبير وعلى إحدى اليشن السومرية القديمه حيث وجده بعض الباعة من أبناء الارياف القريبه منه خير ساحة لمبادلة البضائع المختلفة وكان يعرف بتل الاسود ثم بعد ان بنيت علية عدة دكاكين من طين أو القصب.
ثم تبدل أسم السوق إلى سوق النواشي، وربما يكون محرف من كلمة (مواشي)، أو من أسم قديم محلي، والنواشي كما يقول عبد الرزاق الحسني فخذ من عشائر بني اسد، وكان افراد هذه القبيلة يبتاعون منها ما يحتاجون اليه من طعام وكساء قبل ان يرحلوا إلى البادية، فلما نزل آل سعدون هذه السوق أيام مشيخة عبد الله المحمد المانع "الذي هو أخو سعدون الذي اشتهرت باسمه الاسرة - اشتهرت السوق المذكورة بسوق الشيوخ، لان آل السعدون كانوا شيوخ المنتفق أي زعماؤه، فلما حل ثويني العبد الله السعدون محل ابيه في المشيخة على المنتفق في سنة 1175ه – 1761م امر ان تكون هذه السوق ثابتة. (ويقول يعقوب سركيس في مباحث عراقية ان سوق الشيوخ لم تشيد الا بعد سنة 1781م- 1196هـ)، أي مركزا ثابتا لمهمات الشيوخ المذكورين، ومخزنا لذخيرتهم، وملجأ حصينا يلجاون اليه عند الحاجة، وخطط لهذا الغرض عمارة على الضفة اليمنى من الفرات في موضع يبعد عن الناصرية غرباً 35 كيلومتر. فما انتهت المشيخة إلى حمود الثامر السعدون تظإهر بالارتياب من الحواضر، وكانت الحكومة العثمانية تعمل يومئذ على توسيع الحركة العمرانية في جنوبي العراق لتقضي على النفوذ القبلي وتمدن الرؤساء والشيوخ، فانتهز الوالي مدحت باشا ذلك فرصة فأسس لواء المنتفق وجعل "سوق الشيوخ " مركز قضاء تابع لها منذ عام 128 7هـ -1870 م فلم تزل في تقدم وتوسع حتى غدت مدينة كبيرة يقطنها زهاء عشرة آلاف نسمة من النجديين وحضر من العراقيين المتجمعين من هنا وهناك طلبا للرزق ورغبة في الكسب.
وتم بناء عدة مساجد فيها في عهد الدولة العثمانية ومنها جامع سوق الشيوخ، وما زال المسجد الذي يعتبر أقدم أثر تاريخي في المدينة.
ثم اتسعت رقعة السكن الدائم بأتساع النشاط الاقتصادي والاجتماعي وتوافد التجار والحرفيين على المدينة فظهرت المحلات على الأساس المألوف في المدن الإسلامية وقسمت على أساس الانحدارات العشائرية أو الإقليمية، فنجد مثلا محلة النجادة نسبة للنجديين القادمين من نجد عبر الصحراء ثم محلة البغاده وأهلها جاءوا من بغداد، وهذه محلة الحويزه للذين هاجروا من الاحواز وما جاورها، ومحلة الحضر وسكانها الذين جاءوا من مدن متفرقة وبعض الارياف المجاورة للمدينة وكانت هذه المحلات الاربع متجاورة على التل الذي علية المدينة التي سورت وفتحت فيها الابواب في العهد العثماني التي تسمى (القول) جمع (قولة) وذلك في. ولاية مدحت باشا والتي أصبحت وسميت بقضاء سوق الشيوخ عام 1870م وعين حسين باشا قائمقاماً فيها.
وفي القرن العشرين توسعت، فهناك عبر النهر محلة الصابئة الذين جاءوها من ميسان وقضاء العمارة وبعدد كبير من الحرفيين، وعملوا في الحدادة والنجارة والصناعات المعدنية كالحلي وصناعة الزوارق، فأنتعشت المدينة بنشاطهم، وأمست منتجة. وهناك محلة الاسماعيلية في المنخفض الغربي للمدينة.

وعين أول قائمقام عراقي بعد تكوين الدولة العراقية عام 1921م وهو صالح الحجاج. ومازالت المدينة تحتفظ بمسميات معالم أندثرت، مثلا خان العجم، الذي سكنه الأيرانيون في المدينة حتى أصبح لهم قنصل فخري لحكومة إيران فيها، وهو المدعو محمد علي البهبهاني. وحينما نمر اليوم في بداية الزقاق المؤدي إلى دار العرفج في محلة النجادة تجد آثار الكنيس اليهودي (التوراة)، ومازال الناس يتذكرون شيخهم المدعو الياهو يعقوب القماش. وكان لسوق الشيوخ أخبار خلال ثورة العشرين وأشتهر بعض أعلامه ممن شارك فيها مثل الشيخ باقر حيدر والشيخ محمد حسن حيدر.
وفي عام 1935م كانت الانتفاضة في المدينة دعما ومساندة لما حصل في الفرات الأوسط. ويصفها عبد الرزاق الحسني خلال تلك الفترة بأنها عبارة عن غابة من النخيل وبؤرة من المستنقعات تجعل الهواء فيها وخما والحالة الصحية غير مرضية، إلا أن السلطات الادارية قطعت في السنوات الاخيرة، ولاسيما في عام 1935م، مساحة كبيرة من النخيل المذكور ودفنت بعض المستنقعات محولة إياهـا إلى حدائق حدائق عامة وارباض واسعة ومبان. فتحسنت البيئة وأنتعشت الحالة الصحية إلى حد ما، ثم أنشأ مشروعا للكهرباء واخر للماء، ومدت جسرا عبر النهر لتسهيل المرور، وفرشت بعض الشوارع بإلاسفلت وهدم للأسف سور الطين الذي كان يحيط بها. وكانت في (سوق الشيوخ) سوق قديمة أحرقها الثوار في انتقاضة عام 1935م فجددها اصحابها كما أنشئت فيها في الخمسينات دوائر حكومية للشرطة والإدارة المالية والطابو والمحكمة، ومدارس، وناديا للموظفين.

## سبب التسمية
سميت المدينة بسوق الشيوخ لكونها بنيت لكي تكون مركز تجاري في المنطقة، أما لفظة - الشيوخ - فهي نسبة لمؤسسها حاكم امارة المنتفق الأمير ثويني بن عبد الله حيث كانت أسرته -آل سعدون (كانت تعرف بـ آل شبيب وقت تأسيس المدينة)- هي أسرة المشيخة لقبائل اتحاد المنتفق الكبير الذي يشمل معظم القبائل والعشائر في جنوب ووسط العراق، وكان أبناؤها يحملون لقب - شيخ مشائخ المنتفق.

## أسباب تأسيسها
أسس مدينة سوق الشيوخ الأمير ثويني بن عبد الله من أسرة السعدون حكام امارة المنتفق وامراء قبائلها، وجعلها مدينة اقتصادية للقبائل في جنوب العراق وشمال ووسط الجزيرة العربية وكان تجار سوق الشيوخ الأكثر ثراء من بين تجار جنوب ووسط العراق وشمال الجزيرة العربية، وقد كانت أسرة السعدون تسيطر بها اقتصاديا على تجارة القبائل في المنطقة.لتأسيس مدينة سوق الشيوخ سببين الأول اقتصادي والأخر سياسي:

### السبب الأقتصادي
إنشاء الأمير ثويني بن عبد الله مدينة سوق الشيوخ لتكون مركز أقتصادي في المنطقة يتيح لأسرته (آل سعدون) السيطرة على تجارة القبائل في داخل مناطق حكمهم (جنوب ووسط العراق) أو خارج مناطق حكمهم في أنحاء العراق الأخرى وفي الجزيرة العربية.. وكان أبرز عامل في بروز المدينة أقتصاديا هو الدعم الأقتصادي الذي قدمه الأمير ثويني بن عبد الله للتجار في مدينته وذلك بتقديم القروض المالية الكبيرة لهم وذلك ماسهل لهم السيطرة على تجارة المنطقة بالأضافة إلى ان ذلك أدى إلى جذب كبار التجار من أنحاء الجزيرة العربية للمدينة وسكنهم فيها، يذكر المؤرخ والصحفي سليمان بن صالح الدخيل النجدي في مجلة لغة العرب عام 1912 م قبل الحرب العالمية الأولى، في بحثه الخاص بمدينة سوق الشيوخ (((وكان الشيخ ثويني يعطي تجار الشيوخ مئات من نقود الفضة والذهب بمنزلة قرض يستفيدون من نفعها ويردونها اليه وقت الحاجة حينما يطلبها منهم أو يطلب عوضا منها))).

### السبب السياسي
وذكر السيد اياد علي الحسني في عدة مقالات له منشوره ان السبب الأهم لأنشاء المدينة من قبل الأمير ثويني بن عبد الله كان جعلها عاصمة لأمارة المنتفق بدلا من العاصمة السابقة وهي مدينة العرجا، يذكر مدينة سوق الشيوخ الرحالة الأنكليزي المعروف جاكسون في رحلته للعراق عام 1797 م وذلك بعد مروره بها قادما من البصرة ومتجها لبغداد عن طريق الفرات، كتاب مشاهدات بريطاني عن العراق سنة 1797، ص: 52 (((وسوق الشيوخ مدينة واسعة ومأهولة جدا بالسكان وهي مقر (الشيخ ثويني) وهو من أمراء العرب الأقوياء الذي تخضع لحكمه الضفة اليمنى من نهر الفرات من الحلة حتى البصرة. ولقد ثار في إحدى المرات علانية ضد الحكومة العثمانية واستولى على مدينة البصرة ذاتها))).

## تاريخ المنطقة القديم
أسماها السومريون (سوك مارو) والكلام للصحفي معتمد فارس الصالحي من سوق الشيوخ أي سوق الحكيم وأطلالها (ايشان) كبقية المدن السومرية المندثرة في جنوب العراق. يقول الرواة ان سوق الشيوخ نشأت على مرتفع واسع من الأرض أو تل كبير وعلى إحدى اليشن السومرية القديمة حيث وجده بعض الباعة من أبناء الأرياف القريبة منه خير ساحة لمبادلة البضائع المختلفة وكان يعرف بتل الأسود ثم بعد أن بنيت عليه عدة دكاكين من طين أو القصب.

## تاريخ مدينة سوق الشيوخ في عهد امارة المنتفق 1530 م - 1918 م
ثم تبدل اسم السوق إلى سوق النواشي، وربما يكون محرف من كلمة (مواشي)، أو من اسم قديم محلي، والنواشي كما يقول عبد الرزاق الحسني فخذ من قبيلة بني أسد (أحد قبائل امارة المنتفق)، وكان افراد هذه القبيلة يبتاعون منها ما يحتاجون اليه من طعام وكساء قبل أن يرحلوا إلى البادية، فلما نزل آل سعدون هذه السوق أيام مشيخة الأمير عبد الله بن محمد بن مانع "الذي هو أخو سعدون الذي اشتهرت باسمه الاسرة - اشتهرت السوق المذكورة بسوق الشيوخ، لان آل السعدون كانوا شيوخ المنتفق أي زعماؤه، فلما حل الأمير ثويني بن عبد الله السعدون محل ابيه في المشيخة على قبائل أمارة المنتفق في سنة 1175 هـ – 1761 م امر ان تكون هذه السوق ثابتة. (ويقول يعقوب سركيس في مباحث عراقية ان سوق الشيوخ لم تشيد الا بعد سنة 1781 م- 1196 هـ)، أي مركزا ثابتا لمهمات الشيوخ المذكورين، ومخزنا لذخيرتهم، وملجأ حصينا يلجاون اليه عند الحاجة، وخطط لهذا الغرض عمارة على الضفة اليمنى من الفرات في موضع يبعد عن الناصرية غربا 35 كيلومتر. يذكر النبهاني في كتابه التحفة النبهانية في تاريخ الجزيرة العربية (((وإن أول من اختطه رئيس المنتفق، الشيخ ثويني بن عبد الله زمن إمارته الممتدة من الغراف إلى البصرة إلى قرب الكويت. لأنه لما أصبح نفوذه سائداً على كثير من عشائر العراق ونجد. وكان معه في غزواته سوق متنقل معه. وهو عبارة عن خيام فيها تجار وباعة ينزلون قريباً من الأعراب إذا خيموا. فتقوم سوقهم ويعرضون فيها ما يحتاجون إليه من الألبسة والأواني وأنواع الأثاثات. ويتعوضون بدلها (الوبر. والصوف. والشعر. والدهن) ونحو ذلك ـ وإنه يوجد مثل هذا السوق إلى يومنا هذا مع القبائل الرحل ـ ثم إن عشائر الشيخ ثويني رغبوا في أن تقام لهم سوق دائمية قريبة من الفرات. فأمر الشيخ ثويني أصحاب سوقه المتنقل معه بالإقامة في الصقع الذي يرى فيه اليوم (سوق الشيوخ) لطيب مائه في ذلك الزمن بالنسبة لما جاوره ولكثرة مرعاه فخطط السوق من ذلك الحين ونسب إليه))). فما انتهت المشيخة إلى الأمير حمود بن ثامر السعدون تظإهر بالارتياب من الحواضر، وكانت الحكومة العثمانية تعمل يومئذ على توسيع الحركة العمرانية في جنوبي العراق لتقضي على النفوذ القبلي وتمدن الرؤساء والشيوخ، فانتهز الوالي مدحت باشا ذلك فرصة فأسس لواء المنتفق وجعل "سوق الشيوخ " مركز قضاء تابع لها منذ عام 1287 هـ -1870 م فلم تزل في تقدم وتوسع حتى غدت مدينة كبيرة يقطنها زهاء عشرة آلاف نسمة من البحارنة وحضر من العراقيين المتجمعين من هنا وهناك طلبا للرزق ورغبة في الكسب.
ثم اتسعت رقعة السكن الدائم بأتساع النشاط الاقتصادي والاجتماعي وتوافد التجار والحرفيين على المدينة فظهرت المحلات على الأساس المألوف في المدن الإسلامية وقسمت على أساس الانحدارات العشائرية أو الإقليمية، فنجد مثلا محلة البحارنة نسبة للبحارنة القادمين من البحرين على شواطئ الخليج العربي ثم محلة البغاده وأهلها جاءوا من بغداد، وهذه محلة الحويزه للذين هاجروا من الأحواز وما جاورها، ومحلة الحضر وسكانها الذين جاءوا من مدن متفرقه وبعض الأرياف المجاورة للمدينة وكانت هذه المحلات الاربع متجاورة على التل الذي علية المدينة التي سورت وفتحت فيها الأبواب في العهد العثماني التي تسمى (القول) جمع (قولة) وذلك في. ولاية مدحت باشا والتي أصبحت وسميت بقضاء سوق الشيوخ عام 1870 م وعين حسين باشا قائمقاما فيها... وفي القرن العشرين توسعت، فهناك عبر النهر محلة الصابئة الذين جاءوها من ميسان والعمارة وبعدد كبير من الحرفيين، وعملو في الحدادة والنجارة وا الصناعات المعدنية كالحلي وصناعة الزوارق، فأنتعشت المدينة بنشاطهم، وأمست منتجة. وهناك محلة الإسماعيلية في المنخفض الغربي للمدينة.

## تاريخ مدينة سوق الشيوخ الحديث
وعين أول قائم مقام عراقي بعد تكوين الدولة العراقية عام 1921م وهو صالح الحجاج. وما زالت المدينة تحتفظ بمسميات معالم أندثرت منها مثلا خان العجم، حيث أمه الأيرانيون على المدينة حتى أصبح لهم قنصل فخري لحكومة إيران فيها، وهو المدعو محمد علي البهبهاني. وحينما نمر اليوم في بداية الزقاق المؤدي إلى دار العرفج في محلة النجادة تجد آثار الكنيس اليهودي (التوراة)، وما زال الناس يتذكرون شيخهم المدعوا الياهو يعقوب القماش. وكان لسوق الشيوخ أخبار خلال ثورة العشرين وأشتهر بعض أعلامه ممن شارك فيها مثل الشيخ باقر حيدر والشيخ محمد حسن حيدر.
وفي عام 1935م كانت الانتفاضة في المدينة دعما ومساندة لما حصل في منطقة الفرات الأوسط. ويصفها عبد الرزاق الحسني خلال تلك الفترة بأنها عبارة عن غابة من النخيل وبؤرة من المستنقعات تجعل الهواء فيها وخما والحالة الصحية غير مرضية، إلا أن السلطات الإدارية قطعت في السنوات الأخيرة، ولاسيما في عام 1935م، مساحة كبيرة من النخيل المذكور ودفنت بعض المستنقعات محولة إياها إلى حدائق عامة وارباض واسعة ومبان. فتحسنت البيئة ونتعشت الحالة الصحية إلى حد ما، ثم أنشأ مشروعاً للكهرباء وآخر للماء، ومدت جسرا عبر النهر لتسهيل المرور، وفرشت بعض الشوارع بإلاسفلت وهدم للأسف سور الطين الذي كان يحيط بها. وكانت في (سوق الشيوخ) سوق قديمة أحرقها الثوار في انتقاضة عام 1935م فجددها اصحابها كما أنشئت فيها في الخمسينات دوائر حكومية للشرطة والإدارة المالية والطابو والمحمكة، ومدارس، ونادياً للموظفين.
وإبان تلك الحقبة تطورت المدينة اجتماعيا ودب فيها انفتاح وعمت بها الأفكار الشيوعية، وهكذا عجت المدينة بحركة فكرية وتجاذب بين جانب محافظ وآخر ثوري منعتق. وحسبت المدينة طائفيا وسياسيا ضد سلطة البعث، حيث عانت المدينة بعدها من الإهمال خلال الحقب اللاحقة. وربما يكون هذا سببا كافيا لأن تشتعل بها شرارة انتفاضة شعبان عام1991م، وهكذا دفعت المدينة الثمن غاليا بأبنائها وعمرانها، حتى لنجدها خربة اليوم.
وثمة شخصيات عامة علمية واجتماعية خرجت من صلب هذه المدينة مثل الدكاترة عبد القادر اليوسف وحسن الهداوي وطالب الطالقاني وحلمي الحمدي وأبو طالب محمد سعيد وغيرهم، وعمار الحمدي ومحمد علي العيد ووعبد الفتاح المطلق والدكتور عادل الشاهر وحسن يوسف النجار وخزعل ذياب والمغني ناصر حكيم والشاعر حمدي الحمدي.
ولقضاء «سوق الشيوخ» ثلاث نواح وهي العكيكة(وسميت بهذا الاسم نسبة إلى عكة الدهن أي صفيحة الدهن لان اهلها كانوا يبيعون الدهن) وكرمة بني سعيد والجبايش. ناحية عكيكة:- با لتصغير - ومركزها موضع قروي ساذج يسمى «المخفر» فيه مخفر للشرطة شيد على صدرنهر الفسحة المتشعب من الفرات على مسافة سبعة كيلومترات من سوق الشيوخ شمالا بعد ثورة (سوق الشيوخ) سنة 1935 م وثمة كذلك كرمة بني سعيد: مركزها قرية (الكرمة) القائمة على الضفة اليمنى من الفرات في وضع يبعد عن المركز سبعة كيلومترات، وهي من المناطق الرائعة حيث ينقسم نهر الفرات عند مدخل هذه الناحية إلى عدة شعب تزيدها رونقا. ثم اضيفت نابحية الطار الواقعة جنوب كرمة بني سعيد (ناحية الكرمة) على ضفاف نهر الفرات وكلمة الطار تعني المكان المرتفع والتي أصبحت ناحية في عهد قريب.

## سكانها
| السنة                  | العدد |
| أواخر القرن التاسع عشر | 12000 |

## من مساجدها
تحتوي منطقة سوق الشيوخ على عدد من الجوامع والمساجد التراثية القديمة ومنها:
- جامع سوق الشيوخ، ولقد تم بناؤهُ في عام 1210هـ/1795م، في عهد الدولة العثمانية، على نفقة عائلة السعدون.
- مسجد النجادة، تم بناؤهُ في عام 1214هـ/1800م، في عهد الدولة العثمانية، على نفقة عشيرة النجادة.
- جامع ثويني السعدون، حيث بناه الشيخ ثويني السعدون في عام 1201هـ/1786م، في عهد الدولة العثمانية، ويسمى حالياً مسجد الصفا.
- جامع الخميسية بناهُ شيخُ لواء المنتفق فالح باشا السعدون جامعَ الخميسية سنة 1308 الهجرية، قال المؤرخ الزبيري ابن الغملاس "وبنى فيها فالح السعدون مسجداً"، موقع الجامع في شارع امتاز على بقية شوارع المدينة باستقامته، عُرف الجامع بمئذنته الشامخة، التي يزيدها روعة وخيالا ميلان ظاهر نحو الغرب فأصبحت مع قصر الخميس أحد المآثر المعروفة في جنوب العراق حينذاك، وجلبَ فالح باشا لبناء المنارة بَنّاءً ماهراً اسمُهُ سبع، وعيّنَ فالح باشا مؤذناً للجامع اسمه سليمان المسفر، وكان المؤذن ضريراً يرتقي المئذنة الحلزونية المتعبة خمس مرات كلّ يوم ولا يسأم.[4][5]
- جامع علي الأكبر،
- جامع وحسينية الزهراء
- جامع الاسماعيلية